# Nachal Zor'im
Nachal Zor'im (hebrejsky: נחל זורעים) je vádí v Dolní Galileji, v severním Izraeli.
Začíná v nadmořské výšce necelých 200 metrů na jihozápadních svazích vrchu Tel Ma'on, který tvoří část zástavby města Tiberias (čtvrť Tverja Ilit). Pak směřuje k jihu, míjí pahorek Giv'at Lacham a rychle sestupuje do údolí Bik'at Javne'el. Zde ústí na západním okraji vesnice ha-Zor'im zleva do vádí Nachal Javne'el.